# Vrbovac (Blace)
Pour les articles homonymes, voir Vrbovac.
Vrbovac (en serbe cyrillique : Врбовац) est un village de Serbie situé dans la municipalité de Blace, district de Toplica. Au recensement de 2011, il comptait 151 habitants.

## Démographie
| 1948 | 1953 | 1961 | 1971 | 1981 | 1991 | 2002 | 2011 |
| ---- | ---- | ---- | ---- | ---- | ---- | ---- | ---- |
| 566  | 598  | 503  | 403  | 290  | 244  | 161  | 151  |

|  |